# مشروع جنو
جنو أو غنو (بالإنجليزية: GNU)‏ هو مشروع لبناء نظام تشغيل حر بالكامل من الصفر مشابه لنظام التشغيل يونكس ومعاييره، ولكنه مختلف بالكامل من حيث البرمجة، ويتضح هذا الأمر من خلال تسمية النظام "GNU Not UNIX" أي «جنو ليس يونكس».
أعلن ريتشارد ستالمن عن مشروع جنو في عام 1983. أنشأ المشروع نظام التشغيل جنو، الذي بدأ تطوير برمجياته في شهر يناير 1984.
كان الهدف من إيجاد هذا المشروع هو تطوير نظام تشغيل وبرمجيات حرة كافية لاستخدامها في الحاسوب بدون الحاجة لأية برمجيات غير حرة. ولقد تحقق هذا الهدف في عام 1992 عندما سدت الفجوة الأخيرة في نظام جنو، النواة باستخدام نواة من خارج المشروع ألا وهي نواة لينكس حيث أصدرت كبرنامج حر.
ويشترط الموقع بالمشاريع التي تدرج تحت تسميته أن تكون تحت رخصة جنو العمومية.

## الفلسفة
بالرغم من أن الهدف الواضح لمشروع جنو هو هدف تقني بالأساس، إلا أن المشروع أطلق كمبادرة اجتماعية، وأخلاقية، وسياسية. وبجانب إنتاج المشروع لبرمجيات وترخيصات حرة، فقد نشر عدد كبير من الكتابات الفلسفية، وهي كتب أغلبها من تأليف ستالمن نفسه.

## الموقع والمنشورات
ترجمت أغلب صفحات موقع المشروع للعشرات من اللغات بواسطة متطوعين. أغلب الصفحات متوفرة بأكثر من 15 إلى 20 لغة، بينما يتوفر بعضها بأكثر من 30 لغة.

## وصلات خارجية
- الموقع الرسمي للمشروع
- الإعلان الأول
- صفحات فلسفة جنو
- بيان جنو
- مقال مفصل عن جنو
- مختصر لتاريخ جنو